# Port de Passy
Le port de Passy est une voie située dans le quartier de la Muette du 16e arrondissement de Paris, en France.

## Situation et accès
Le port est situé entre le pont d'Iéna et le pont de Grenelle sur la berge basse dominée par l'avenue du Président-Kennedy, ancien quai de Passy.

## Historique
Le port commercial de Passy s'étendait historiquement de la rue du Ranelagh au pont de Grenelle ce qui est mentionné au décret de classement dans la voirie parisienne du 23 mai 1863.
Il prend sa dénomination actuelle par un décret préfectoral du 18 juillet 1905 en référence à l'ancien village de Passy.
En 1961, une partie du port sert à l'implantation de la voie Georges-Pompidou dont l'accès situé au niveau de la rue Beethoven sur le quai haut (avenue du Président-Kennedy) est une rampe en pente douce  qui passe sous le pont de Bir-Hakeim. Cette voie de type autoroutier se prolonge vers l'aval en contrebas du quai Louis-Blériot. La voie Georges-Pompidou initialement à deux voies est réduite à une seule voie en 2016 dans le sens amont, autrement dit de la banlieue vers Paris, et longée du côté du fleuve par une piste cyclable bidirectionnelle qui se prolonge jusqu'à la limite entre la ville de Paris et Boulogne-Billancourt. Dans le sens sud-nord, celle-ci se prolonge par une piste unidirectionnelle le long de l'avenue de New York. Pour accéder à cette piste dans le sens nord-sud, les cyclistes traversent l'avenue au passage-piétons au niveau de la rue Beethoven.

## Bâtiments remarquables et lieux de mémoire
Depuis 1977, le chanteur Laroche Valmont vit sur le bateau Mississippi, au 9 port de Passy.
Situé en face de la Maison de la Radio, d'où étaient diffusés depuis le Studio 102 Cadence 3 de Guy Lux et C'est encore mieux l'après-midi de Christophe Dechavanne, le bateau Mississippi était dans les années 1980 un lieu festif où se retrouvaient les invités de ces émissions.